# Хелена Блавацки
Хелена Петровна Блавацки (девојачко Hahn von Rottenstern; 12. август 1831 – 8. мај 1891), често позната као Мадам Блавацки, била је руски мистик и писац. Она је суоснивач Теозофског друштва 1875. године. Стекла је међународну препознатљивост као водећи теоретичар теозофије.

## Биографија
Рођена је у аристократској породици Фон Ротенхана у Јекатеринославу, тада у Руској Империји (сада Дњепар у Украјини). Блавацка је као дете много путовала по царству. У великој мери била је самообразована. Развила је интересовање за западни езотеризам током тинејџерских година. Према њеним каснијим тврдњама, 1849. године је кренула на низ светских путовања, и посетила је Европу, Америку и Индију. Такође је тврдила да је током овог периода наишла на групу духовних адепта, „мајстора древне мудрости“, који су је послали у Шигатсе, Тибет, где су је обучили да развије дубље разумевање синтезе религије, филозофије и Наука.
И савремени критичари и каснији биографи су тврдили да су неке или све ове иностране посете биле фиктивне и да је она провела овај период у Европи. До раних 1870-их, Блавацка је била укључена у Спиритуалистички покрет; иако је бранила истинско постојање спиритуалистичких феномена, она се залагала против главне духовне идеје да су ентитети са којима се контактира били духови мртвих. Преселивши се у САД 1873. године, спријатељила се са Хенријем Стилом Олкотом и привукла пажњу јавности као духовни медиј. Тада су се појавиле и јавне оптужбе за превару.
Године 1875, у Њујорку, Блавацка је заједно са Олкотом и Вилијамом Кван Џаџом основала Теозофско друштво. Године 1877. објавила је Isis Unveiled, књигу која описује њен теозофски поглед на свет. Повезујући је блиско са езотеричним доктринама херметизма и неоплатонизма, Блавацка је описала теозофију као „синтезу науке, религије и филозофије“, проглашавајући да она оживљава „Древну Мудрост“ која лежи у основи свих светских религија. Године 1880. она и Олкот су се преселили у Индију, где је Друштво било у савезу са Арија Самајем, хиндуистичким реформским покретом. Исте године, док су били на Цејлону, она и Олкот су постали први људи из Сједињених Америчких Држава који су формално прешли на будизам.
Иако јој се противила британска колонијална администрација, теозофија се брзо ширила у Индији, али су настали проблеми након што је Блавацка била оптужена да креира лажне паранормалне појаве. У тешком здравственом стању, 1885. године вратила се у Европу, где је основала ложу Блавацка у Лондону. Овде је објавила Тајну доктрину, коментар на оно што је тврдила да су древни тибетански рукописи, као и две даље књиге, Кључ теозофије и Глас тишине. Умрла је од грипа 1891. године.
Блавацка је током свог живота била контроверзна личност, коју су присталице заговарале као просвећеног Мудраца, а критичари су је исмевали као шарлатанку. Њене теозофске доктрине су утицале на ширење хиндуистичких и будистичких идеја на Западу, као и на развој западних езотеричних струја као што су ариозофија, антропозофија и покрет новог доба.
Креирање поузданих биографија о њеном животу показало се тешким за биографе јер је она у каснијем животу намерно износила контрадикторне извештаје и неистине сопственој прошлости. Штавише, веома мало њених списа написаних пре 1873. је опстало, што значи да се биографи морају у великој мери ослањати на непоуздане касније наводе. Извештаји о њеном раном животу које су дали чланови њене породице такође су сматрани сумњивим од стране биографа.

## Књиге
- Isis Unveiled: A Master-Key to the Mysteries of Ancient and Modern Science and Theology (1877)
- Studies in Occultism: A collection of articles from Lucifer (1887–1891)
- From the Caves and Jungles of Hindostan (1879–1886)
- The Secret Doctrine: The Synthesis of Science, Religion and Philosophy (1888)
- Глас тишине (1889)
- Кључ теозофије (1889)
- Nightmare Tales (1907)
- The Land of the Gods (2022)